# Люккен, Роберт
Роберт Люккен (нидерл. Robert Lücken, род. 30 апреля 1985) — голландский спортсмен, гребец, призёр чемпионата мира по академической гребле, а также Летних Олимпийских игр 2016 года.

## Биография
Роберт Люккен родился 30 апреля 1985 года в городе Амстердам, Северная Голландия. Профессиональную карьеру гребца начал с 2009 года. Первые соревнования международного уровня, на которых Люккен принял участие был — чемпионат мира по академической гребле 2009 года в Люцерне (2009 WORLD ROWING CUP III — LUCERNE). В составе восьмёрки с результатом 05:37.990 его команда заняла 3 место, уступив первенство соперникам из Канады (05:36.090 — 2е место) и Германии (05:33.560 — 1е место).
На чемпионате мира по академической гребле 2009 года в Познане Люккен выступал в составе восьмерки. Голландские гребцы заняли третье место (5:28.32), уступив командам из Канады (5:27.15 — 2е место) и Германии (5:24.13 — 1е место).
Золотой медалью завершилось участие Люккена на чемпионате мира по академической гребле 2013 года в Чхунджу, Первое место в заплыва четверок с результатом 6:13.95 заняла голландская команда (Боаз Мейлинк, Кай Хендрикс, Роберт Люкен и Мехиель Верслёис). Серебро и бронза досталось гребцам из Австралии (6:14.58) и США (6:15.46).
Первая олимпийская медаль в его карьере была заработана во время Летних Олимпийских играх 2016 в Рио-де-Жанейро. Голландская восьмерка гребцов с результатом 05:31.590 уступили первенство командам из Германии (05:30.960 — 2е место) и Великобритании (05:29.630 — 1е место). Со старта голландские спортсмены шли пятыми, улучшив свой результат на одну позицию выше после отрезка в 1000 м. Соперников из Новой Зеландии, которые до этого шли третьими, они обогнали после рубежа в 1500 м. На этой позиции голландские гребцы пришли к финишу третьими заработав бронзовую медаль.